# Zonnewortel
De zonnewortel (Helianthus strumosus) of helianti is een plant uit de composietenfamilie (Asteraceae). Het is een verwant van de zonnebloem (Helianthus annuus) en de topinamboer (Helianthus tuberosus). De plant komt van nature voor in Noord-Amerika in bossen met zanderige leemgrond en wordt sinds het begin van de twintigste eeuw in Europa gekweekt.
De winterharde plant sterft in de herfst af en komt in de lente weer vanuit de wortels terug. Zonnewortel is dus een plant met een eenjarige cyclus. De vele wortelstokken hebben de vorm van een lange spil en de grootte van een vinger. De tot 2 m lange, rechtopstaande stengels zijn viltig behaard en vertakt. De bladeren zijn aan de onderkant van de plant tegenoverstaand en aan de bovenkant van de plant afwisselend geplaatst. Ze zijn ovaal en gepunt, licht getand en behaard. Ze worden 8-16 cm lang en hebben een korte bladsteel. De plant bloeit in juli tot september met 3,5-10 cm brede bloemen met acht tot vijftien gele bloembladeren.
De wortelstokken kunnen vanaf oktober worden geoogst. Ze kunnen maar enkele dagen worden bewaard, want ze worden snel zacht als ze aan de lucht worden blootgesteld. De smaak is vergelijkbaar met die van de wortelknollen van de topinamboer.